# 西柏三烯醇
西柏三烯醇（英語：Cembratrienol，缩写CBTol）是一种单环二萜叔醇，存在于烟叶中，可作为防蚊液。它可由7,11-二甲基-4-异丙基-2,7,11-环十四碳三烯-1-酮和甲基碘化镁为原料反应得到。